# Burg Shingū
Die Burg Shingū (japanisch 新宮城, Shingū-jō) befindet sich in der Stadt Shingū im Südosten der Präfektur Wakayama. In der Edo-Zeit residierte dort zuletzt ein kleinerer Zweig der Mizuno, die zu den Fudai-Daimyō gehörten.

## Burgherren in der Edo-Zeit
- Ab 1601 ein Zweig der Asano mit einem Einkommen von 28.000 Koku,
- Ab 1619 bis zur Meiji-Restauration 1868 ein Zweig der  Mizuno mit einem Einkommen von 35.000 Koku.

## Geschichte

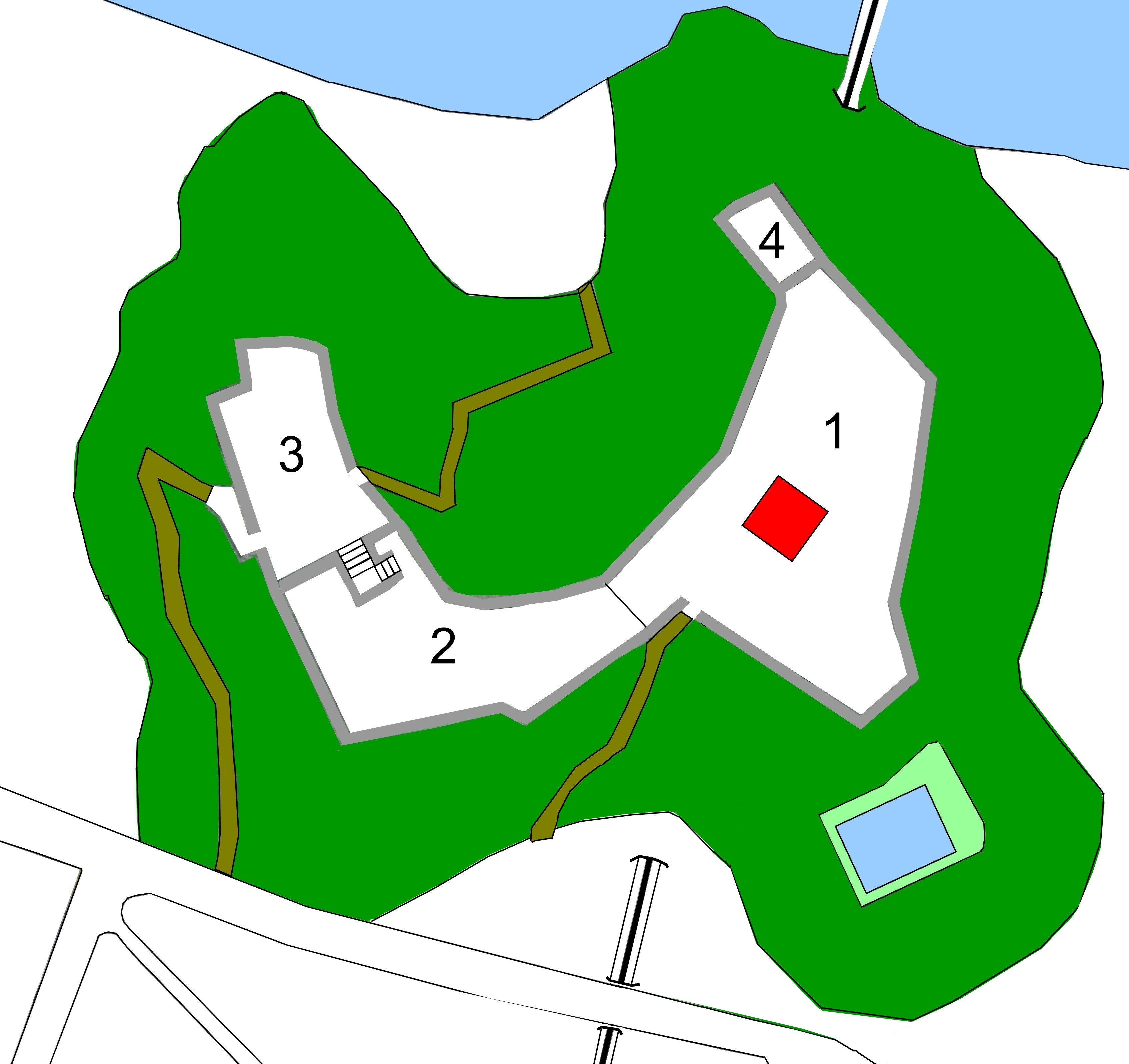
Skizze der Burg

Ab 1601 errichteten die Asano auf dem Berg Tankaku (丹鶴山) am Südufer des Kumano-Flusses (熊野川) die Burg Shingū, die allerdings bald der Vorschrift „Nur eine Burg je Provinz“ (一国一城, Ikkoku ichijō) zum Opfer fiel. Sie konnte aber von den Asano 1618 wieder aufgebaut werden, kam dann an Tokugawa Yorinobu (徳川 頼宣; 1602–1671), der 1618 die Wakayama-Linie der Tokugawa übernahm. Yorinobu gab die Burg 1619 an seinen Hausverwalter Mizuno Shigenaka (水野重央; 1570–1621), der sie weiter ausbaute. Sie blieb dann im Besitz der Mizuno bis zur Meiji-Restauration 1868.
1667 war der zentrale Burgbereich, das Hommaru (本丸; 1), der Burgturm (天守閣, Tenshukaku; rot) in der Form „Sanjū-gokai“ (三重五階), also als Turm mit fünf Stockwerken, die außen zu scheinbar drei Stockwerken zusammengefasst waren, errichtet. Weiter waren auf dem Tankaku die Vorbereiche, nämlich das Kane-no-maru (鐘の丸; 2), das Matsu-no-maru (松の丸; 3) und die Vorbefestigung Demaru (出丸; 4) erbaut, und am Fuße der Anhöhe der Bereich Ni-no-Maru (二の丸), der durch einen trockenen inneren Graben (空堀, Karabori) und durch nasse Bereiche als äußeren Graben (外堀, Sotobori) geschützt war. Im Südosten ist auf halber Höhe ein Becken zur Wasserversorgung erhalten. Weil man von der Burg einen schönen Ausblick auf die Mündung des Kumano-Flusses hatte, wurde die Burg auch „Küstenblick-Burg“ (沖見城, Okimi-jō) genannt.
Nach der Meiji-Restauration sind alle Gebäude abgetragen worden, aber die erhaltenen steinernen Fundamente und Mauerreste geben noch einen guten Eindruck von der Anlage. Seit 2018 wird an einen teilweisen Wiederaufbau der Burg gedacht.
Die Burg wird von der Kisei-Hauptlinie unterquert, die in Shingū endet.

## Bilder

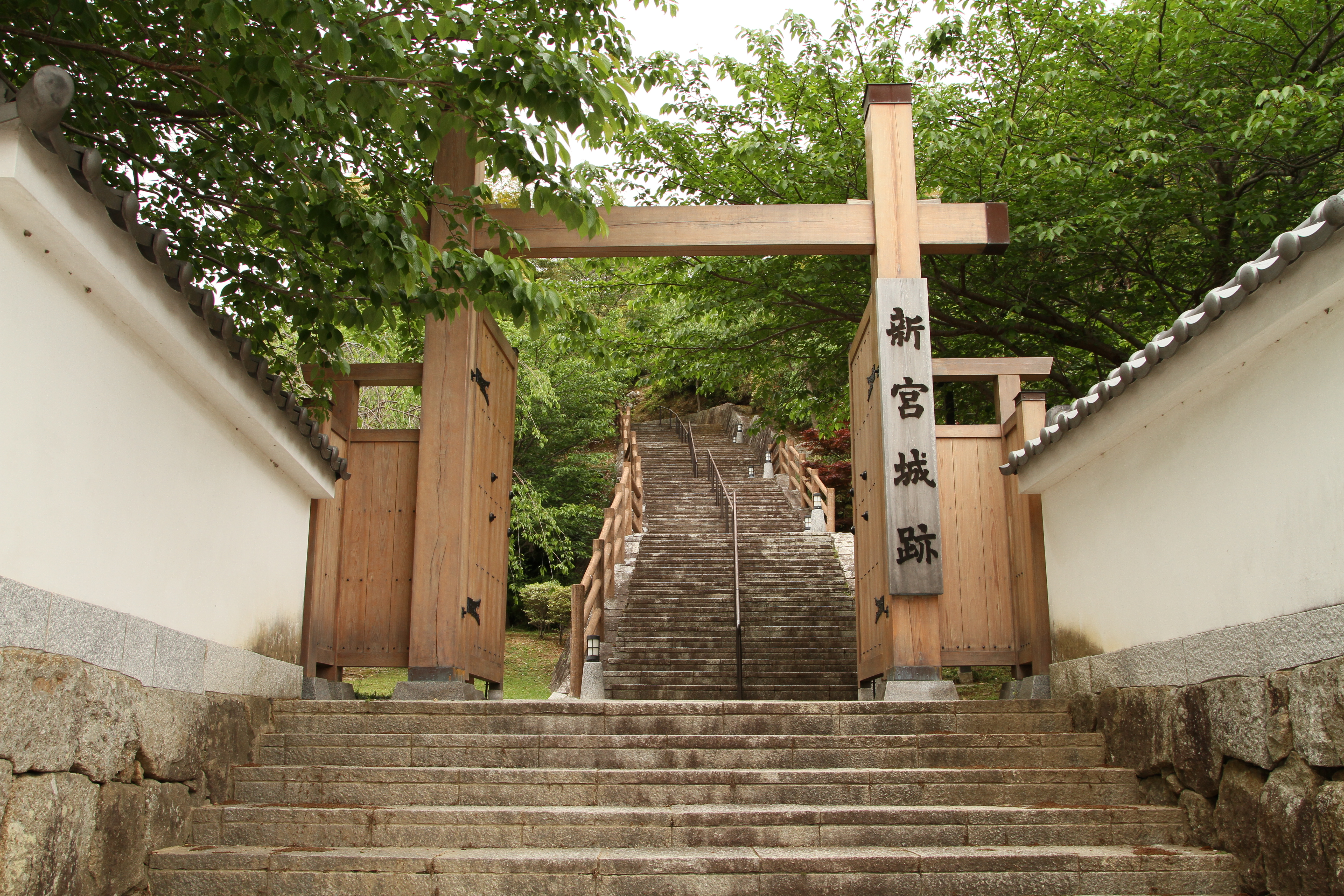
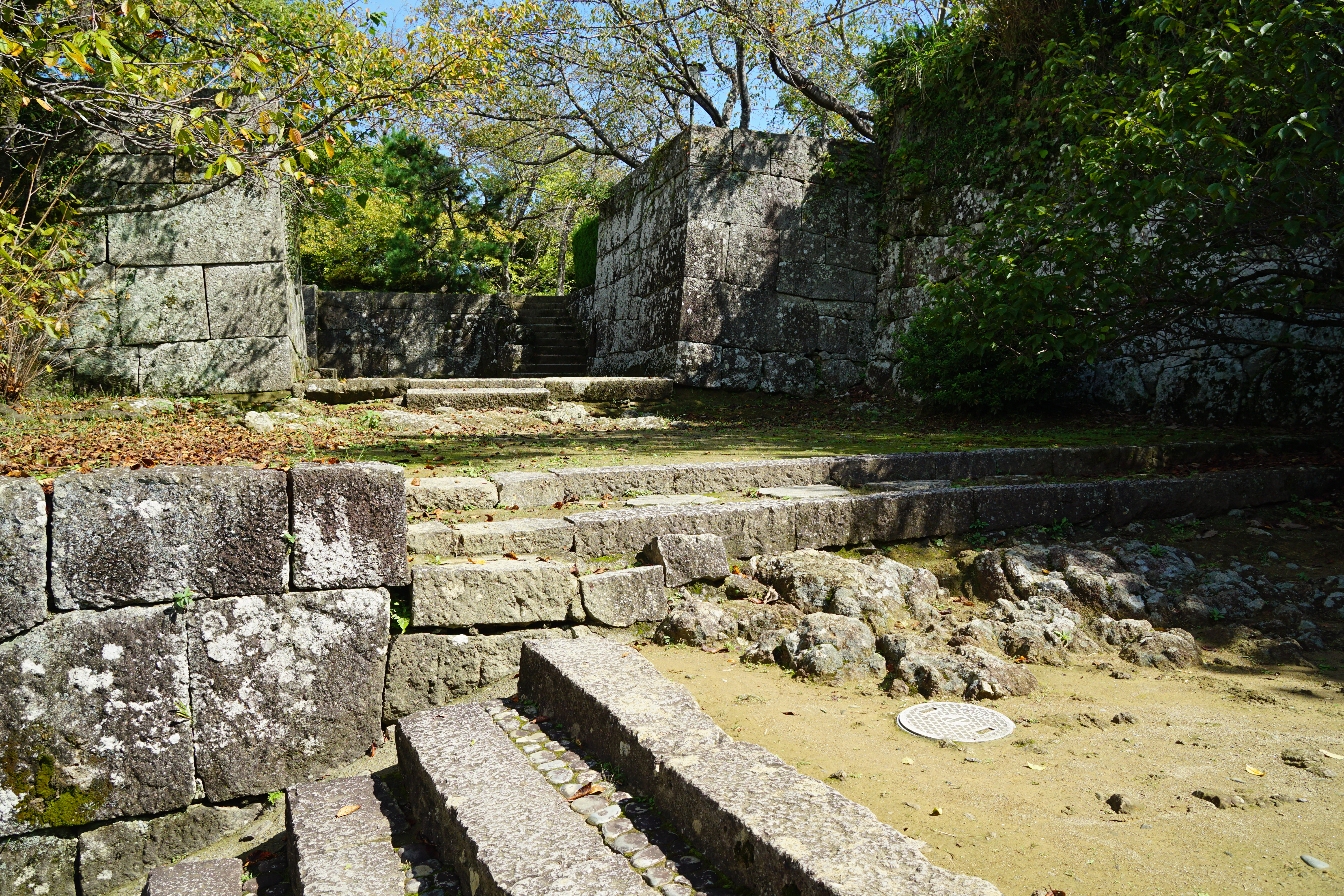
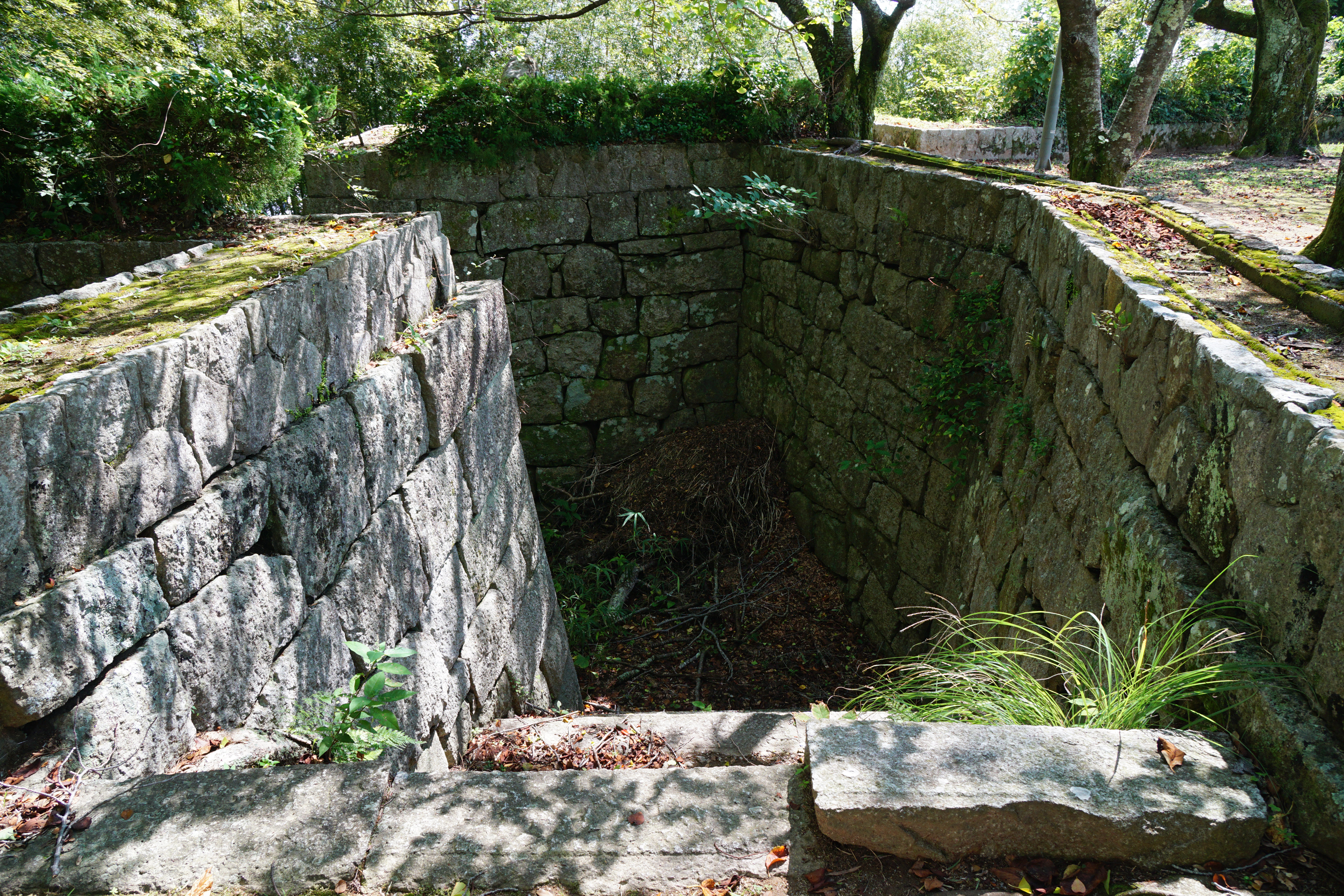
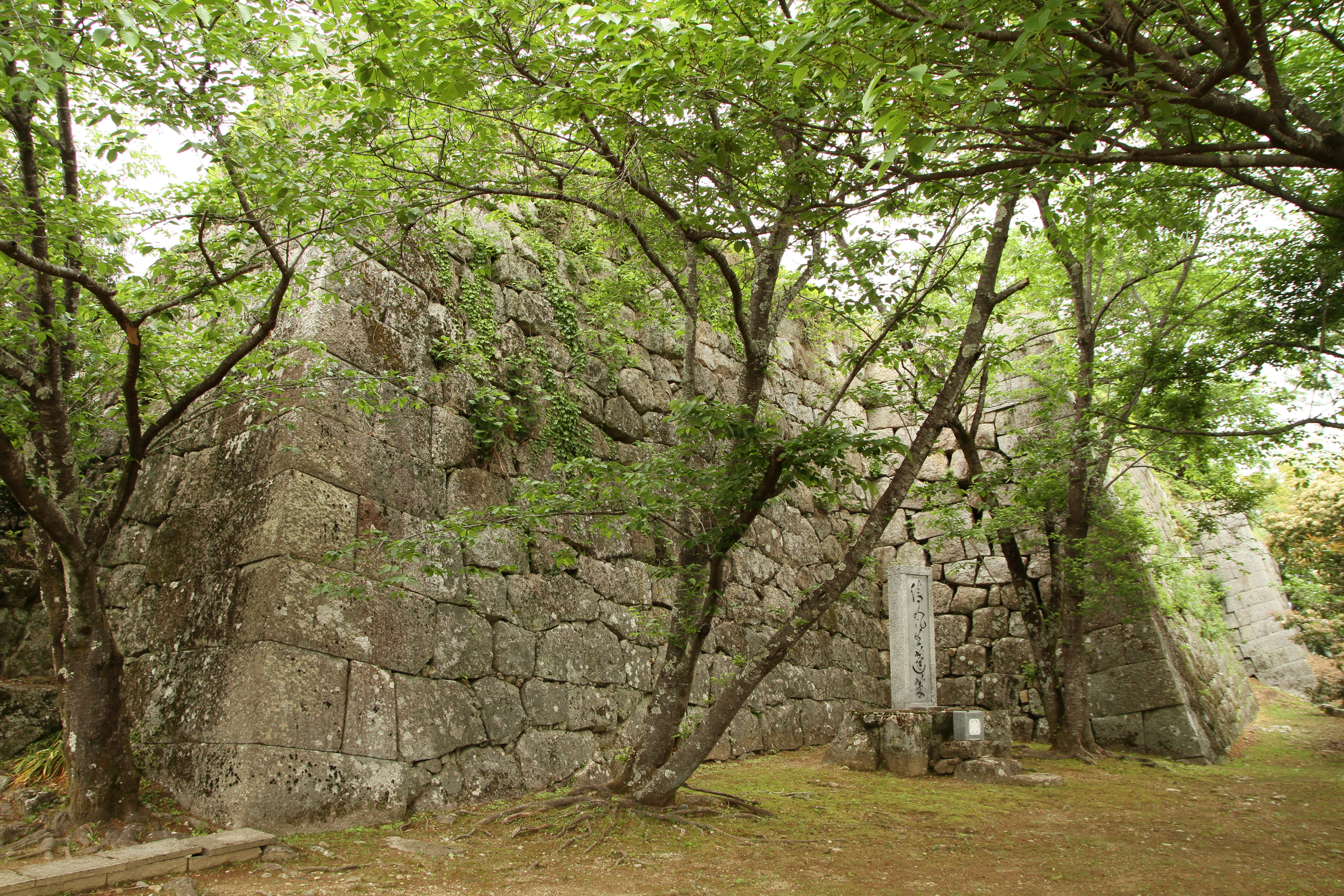
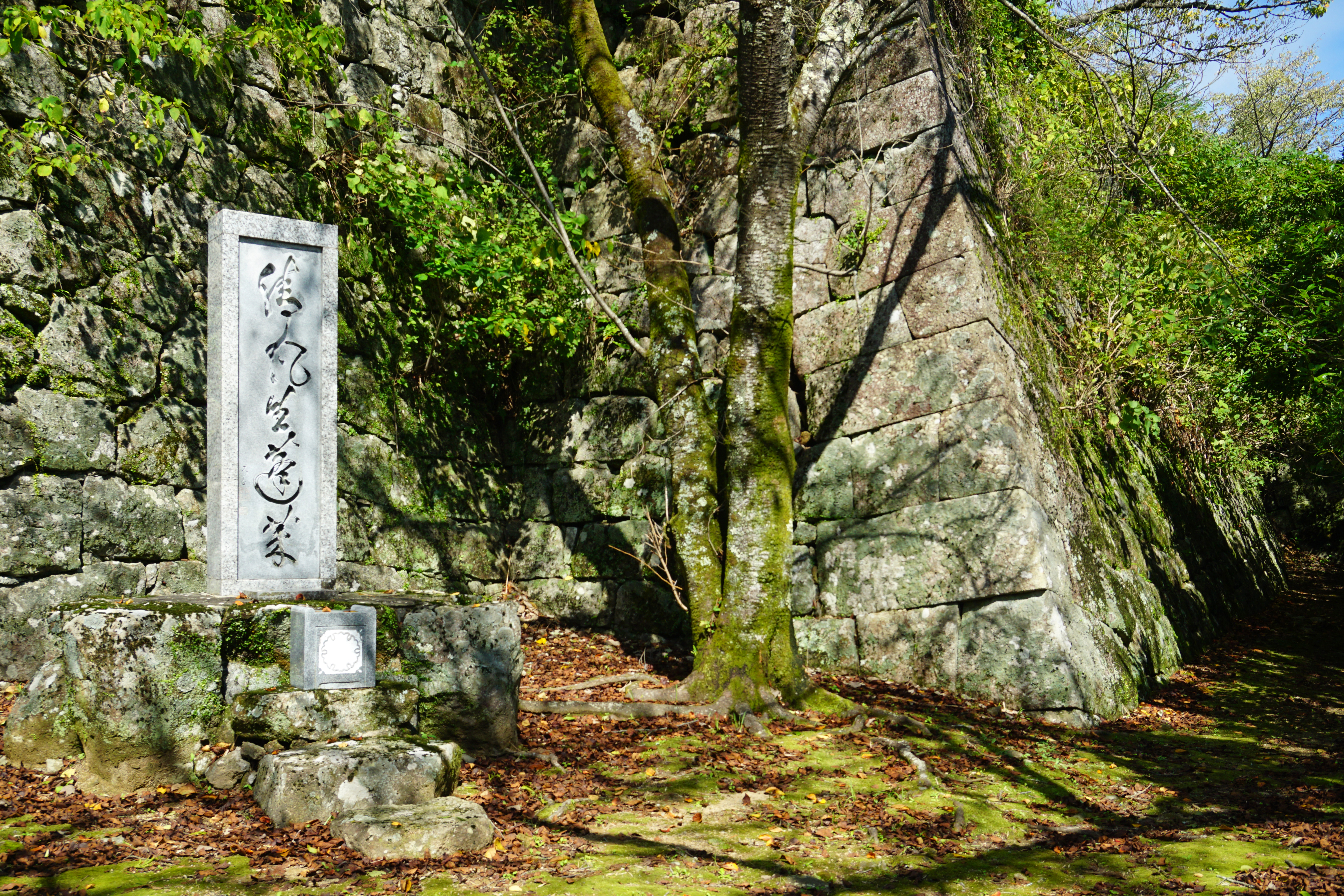
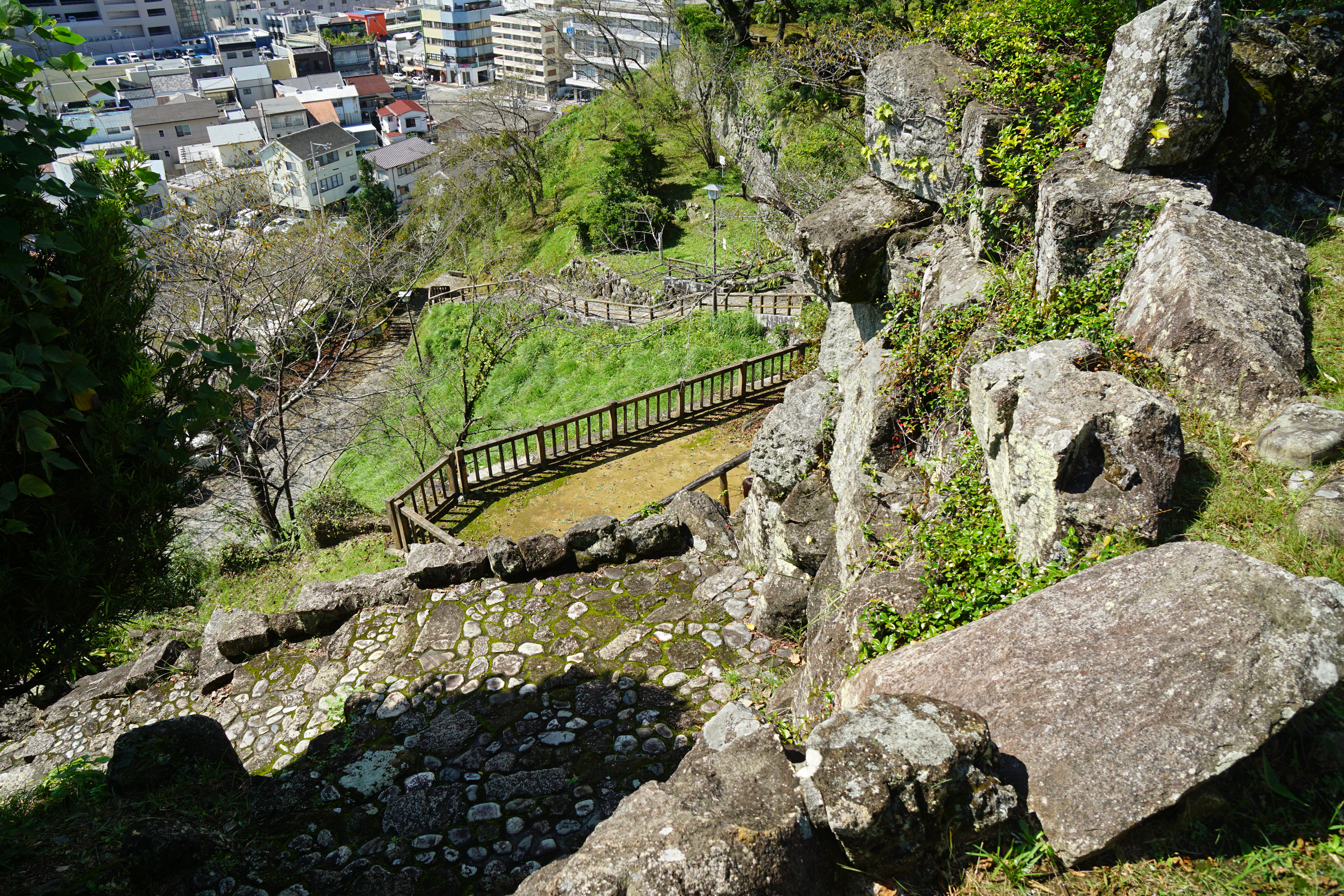